# Flausz

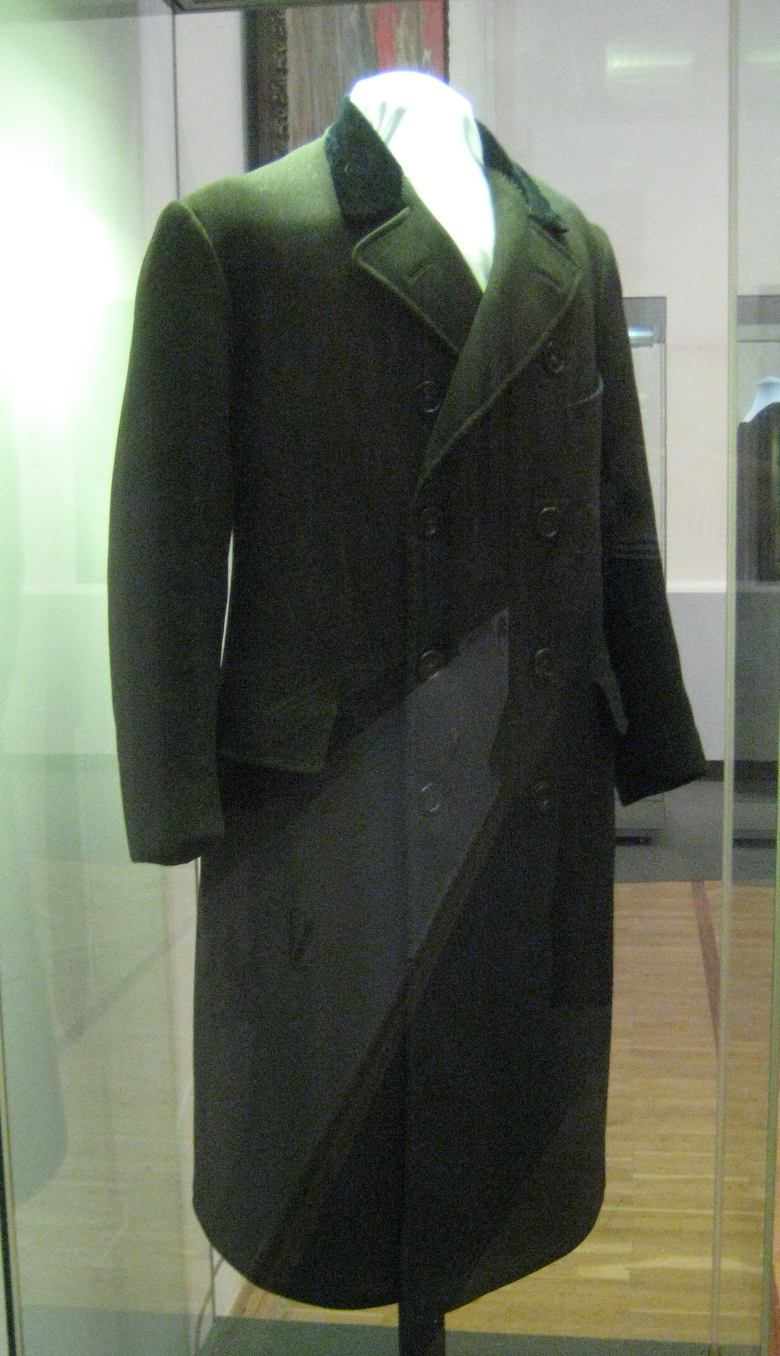
Płaszcz z flauszu

Flausz – miękka, gruba tkanina wykonana z wełny lub mieszanki wełny z innymi włóknami, o splocie skośnym lub atłasowym. Charakteryzuje się gęstą, poddaną folowaniu i drapaniu okrywą włókienną. Najczęściej barwiona jednolicie, używana do szycia peleryn, kurtek i innych okryć wierzchnich.